# Lisa Unger

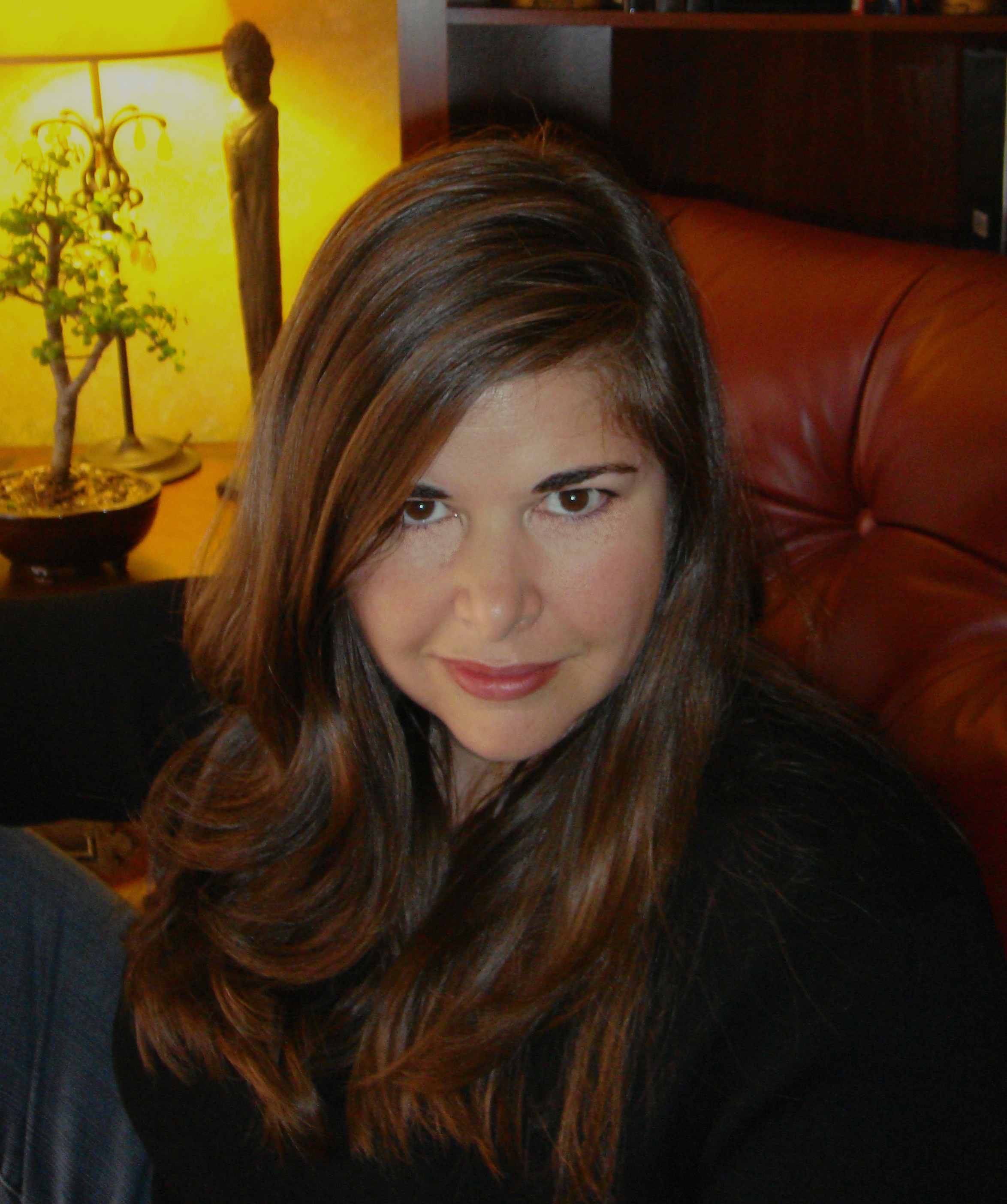
Lisa Unger in 2009

Lisa Unger, geboren als Lisa Miscione op 26 april 1970 te New Haven, Connecticut in de Verenigde Staten is een Amerikaanse schrijfster van psychologische thrillers.

## Publicaties
- Beautiful lies (2006)
- Silver of truth (2007)
- Black out (2008)
- Die for you (2009)
- Fragile (2010)
- Heartbroken (2012)
- In the blood (2014)
- Crazy love you (2014)
- Ink and bone (2016)
- The red hunter (2017)

## Nederlandse vertalingen
- Mooie leugens (2006)
- Halve waarheden (2007)
- Black-out (2008)
- Voor jou wil ik sterven (2009)
- Breekbaar (2010)
- Verdronken hart (2013)
- In mijn bloed (2014)
- In vuur en vlam (2014)
- Inkt en bloed (2016)
- De rode jager (2017)